# یک داستان ساده (فیلم ایتالیایی)
یک داستان ساده (ایتالیایی: Una storia semplice) یک فیلم درام به کارگردانی ایمیدیو گرکو است که در سال ۱۹۹۱ منتشر شد.
این فیلم در بخش مسابقهٔ جشنواره فیلم ونیز در سال ۱۹۹۱ به نمایش درآمد و برندهٔ روبان نقره‌ای «بهترین فیلم‌نامه» و همچنین برندهٔ ۲ گوی زرین بابت «بهترین فیلم» و «بهترین فیلم‌نامه» شد و یک جام زرین بابت «بهترین بازیگر مرد» شد.

## بازیگران
- جان ماریا ولونته
- ماسیمو داپورتو
- انیو فانتاستیکینی
- ریکی توناتسی
- ماسیمو گینی
- پائولو گراتسیوزی
- اومرو آنتونوتی
- جانمارکو تونیاتسی
- ماشا مریل
- تونی اسپراندئو